# Paramastax nigra
Paramastax nigra är en insektsart som först beskrevs av Scudder, S.H. 1875.  Paramastax nigra ingår i släktet Paramastax och familjen Eumastacidae. Inga underarter finns listade i Catalogue of Life.